# Communauté d'agglomération du Grand Guéret
La communauté d'agglomération du Grand Guéret est une communauté d'agglomération française, située dans le département de la Creuse et la région Nouvelle-Aquitaine.
Avec ses 27 000 habitants, il s'agit de l'une des deux communautés d'agglomération les moins peuplées de France, aux côtés du Grand Verdun.

## Histoire
Le District du Pays de Guéret Saint-Vaury naît le 15 décembre 1992.
Le 1er décembre 1999, naît la communauté de communes de Guéret Saint-Vaury, composée de 17 communes. Le 1er janvier 2003, y adhèrent les communes de Bussière-Dunoise et Glénic. 
Elle se transforme en communauté d'agglomération le 1er janvier 2013 par un arrêté préfectoral du 27 novembre 2012 et s'étend aux communes d'Anzême, Jouillat et Saint-Éloi. Le 1er janvier 2018, les communes de Mazeirat, Peyrabout et Saint-Yrieix-les-Bois rejoignent l'intercommunalité.

## Identité visuelle

Ancien logo de l'intercommunalité.
Ancien logo de l'intercommunalité.

## Territoire communautaire

### Géographie physique
Située au centre  du département de la Creuse, la communauté d'agglomération du Grand Guéret regroupe 25 communes et présente une superficie de 480,6 km2.

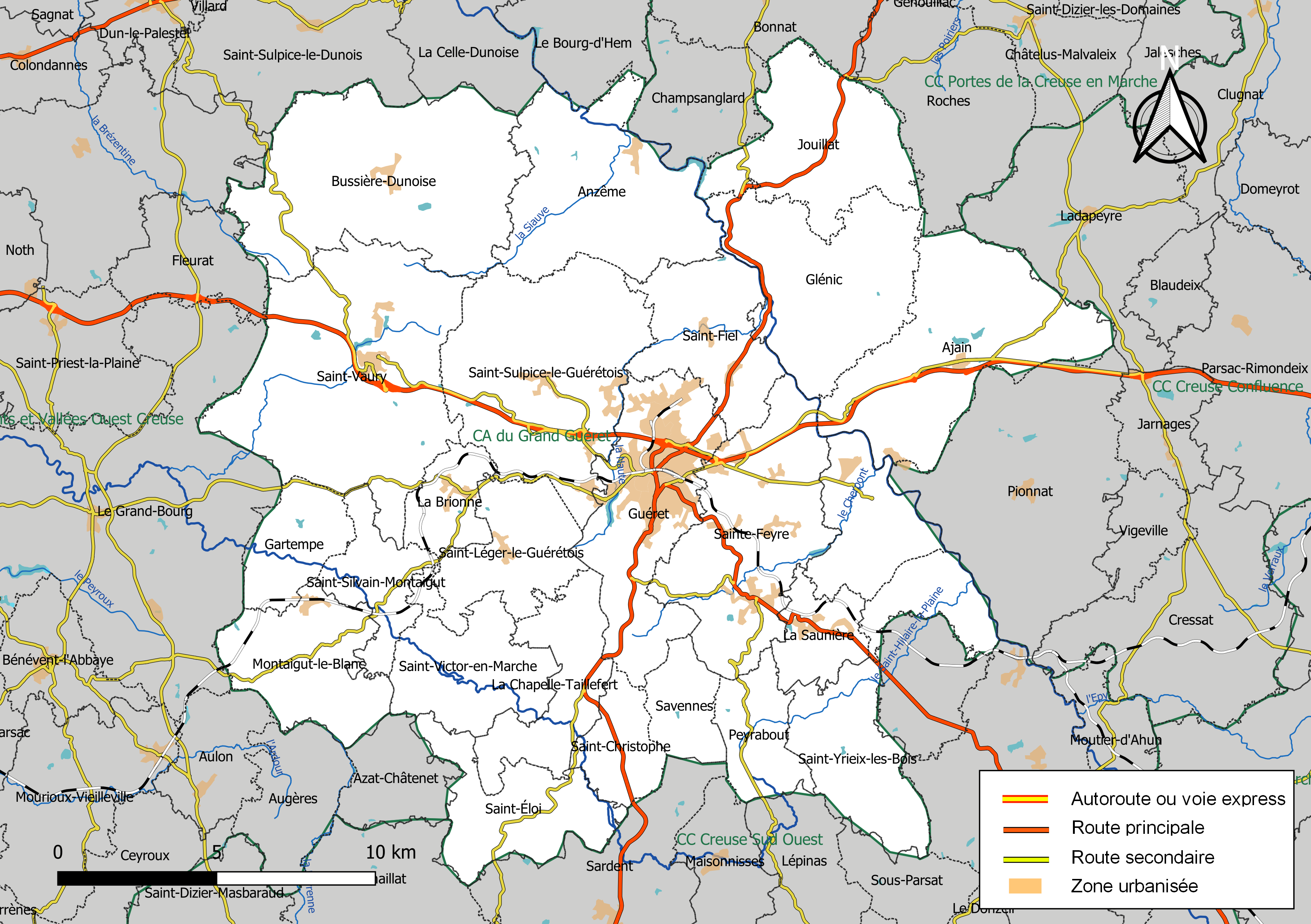
Carte de la communauté d'agglomération du Grand Guéret au 1er janvier 2019.

### Composition

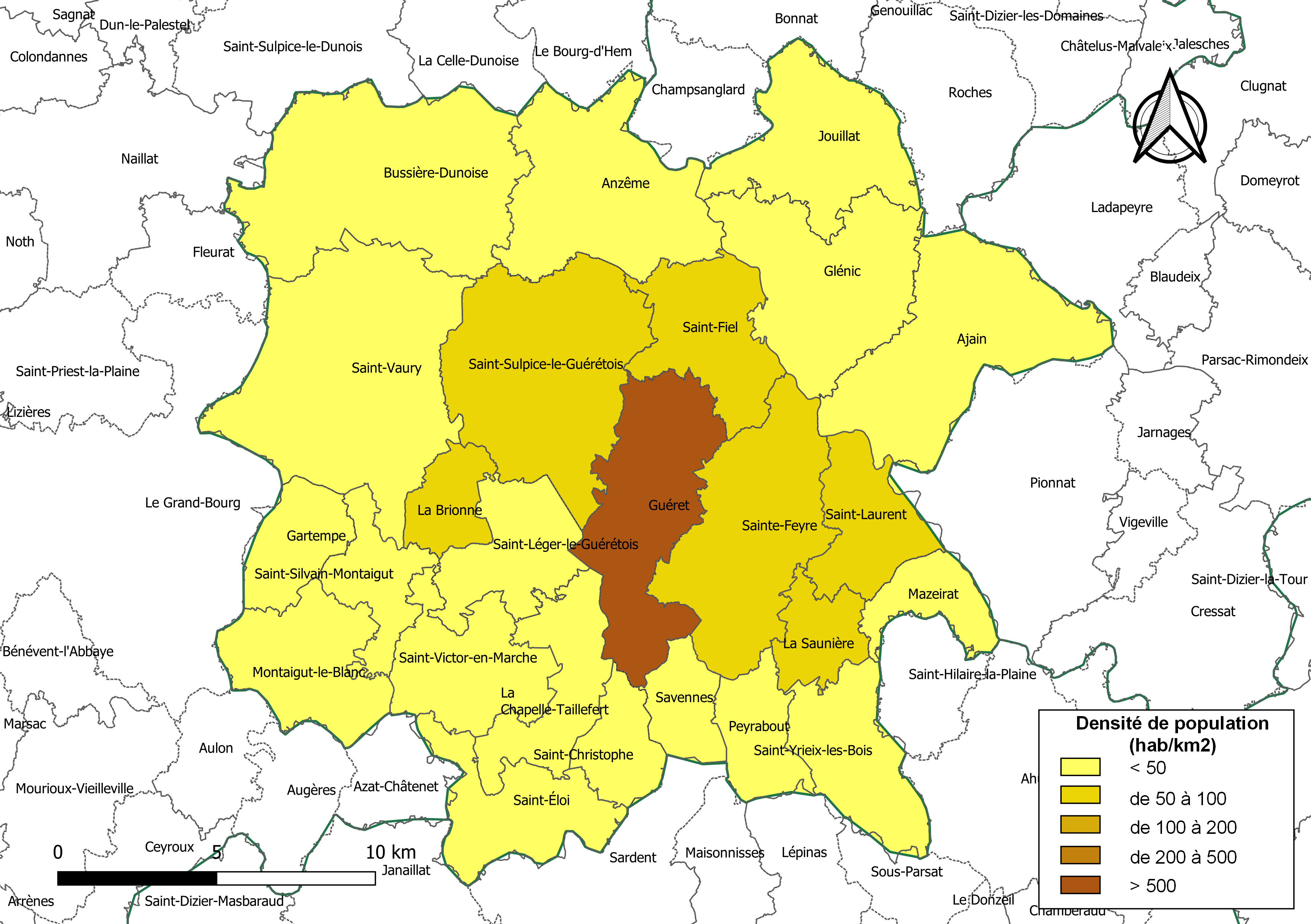
Carte des densités de population (millésimée 2016) des communes de la communauté d'agglomération du Grand Guéret. Composition en communes au 1er janvier 2019.

La communauté d'agglomération est composée des 25 communes suivantes :

| Nom                        | Code Insee | Gentilé          | Superficie (km2) | Population (dernière pop. légale) | Densité (hab./km2) |
| -------------------------- | ---------- | ---------------- | ---------------- | --------------------------------- | ------------------ |
| Guéret (siège)             | 23096      | Guérétois        | 26,21            | 12 814 (2022)                     | 489                |
| Ajain                      | 23002      | Ajainois         | 33,14            | 1 028 (2022)                      | 31                 |
| Anzême                     | 23004      | Anzêmois         | 29,5             | 549 (2022)                        | 19                 |
| La Brionne                 | 23033      | Brionnais        | 7,08             | 452 (2022)                        | 64                 |
| Bussière-Dunoise           | 23036      | Bussièrois       | 41,13            | 1 045 (2022)                      | 25                 |
| La Chapelle-Taillefert     | 23052      | Chapelauds       | 14,11            | 444 (2022)                        | 31                 |
| Gartempe                   | 23088      | Gartempois       | 9,49             | 113 (2022)                        | 12                 |
| Glénic                     | 23092      | Glénicois        | 27,6             | 644 (2022)                        | 23                 |
| Jouillat                   | 23101      | Jouillatois      | 22,44            | 383 (2022)                        | 17                 |
| Mazeirat                   | 23128      | Mazeiratois      | 7,8              | 123 (2022)                        | 16                 |
| Montaigut-le-Blanc         | 23132      | Montacutins      | 17,23            | 372 (2022)                        | 22                 |
| Peyrabout                  | 23150      | Peyraboutois     | 8,91             | 151 (2022)                        | 17                 |
| Saint-Christophe           | 23186      |                  | 7,79             | 150 (2022)                        | 19                 |
| Saint-Éloi                 | 23191      |                  | 15,6             | 176 (2022)                        | 11                 |
| Saint-Fiel                 | 23195      | Fidéliens        | 16,72            | 1 079 (2022)                      | 65                 |
| Saint-Laurent              | 23206      | Saint-Laurentais | 12,93            | 678 (2022)                        | 52                 |
| Saint-Léger-le-Guérétois   | 23208      |                  | 13,98            | 398 (2022)                        | 28                 |
| Saint-Silvain-Montaigut    | 23242      |                  | 9,55             | 193 (2022)                        | 20                 |
| Saint-Sulpice-le-Guérétois | 23245      | Sulpiciens       | 36,18            | 1 901 (2022)                      | 53                 |
| Saint-Vaury                | 23247      | Saint-Valériens  | 46,5             | 1 729 (2022)                      | 37                 |
| Saint-Victor-en-Marche     | 23248      |                  | 16,62            | 348 (2022)                        | 21                 |
| Saint-Yrieix-les-Bois      | 23250      | Arédiens         | 15,7             | 281 (2022)                        | 18                 |
| Sainte-Feyre               | 23193      | Saint-Feyrois    | 29,99            | 2 531 (2022)                      | 84                 |
| La Saunière                | 23169      | Saunièreux       | 7,5              | 659 (2022)                        | 88                 |
| Savennes                   | 23170      | Savennois        | 6,93             | 209 (2022)                        | 30                 |

### Démographie
| 1968   | 1975   | 1982   | 1990   | 1999   | 2010   | 2015   | 2021   |
| ------ | ------ | ------ | ------ | ------ | ------ | ------ | ------ |
| 27 155 | 28 139 | 30 001 | 29 553 | 28 910 | 29 159 | 29 446 | 28 494 |

## Administration

### Siège
Le siège de la communauté d'agglomération est situé à Guéret.

### Conseil communautaire
À partir de mars 2020, le conseil communautaire de la communauté d'agglomération se compose de 55 délégués représentant chacune des communes membres et élus pour une durée de six ans.
Ils sont répartis comme suit :
| Nombre de délégués | Communes                                           |
| ------------------ | -------------------------------------------------- |
| 20                 | Guéret                                             |
| 4                  | Sainte-Feyre                                       |
| 3                  | Saint-Sulpice-le-Guérétois, Saint-Vaury            |
| 2                  | Ajain, Bussière-Dunoise, Saint-Fiel, Saint-Laurent |
| 1 (+ 1 suppléant)  | les autres communes                                |

### Élus
La communauté d'agglomération est administrée par son conseil communautaire constitué en 2020 de  55 conseillers communautaires, qui sont des conseillers municipaux représentant chacune des communes membres.
À la suite des élections municipales de 2020 dans la Creuse, le conseil communautaire du 10 juillet 2020 a réélu son président, Éric Correia, conseiller municipal de Guéret, ainsi que ses 14 vice-présidents.
Le bureau est remanié le 13 octobre 2020 à la suite des démissions de Patrick Rougeot et Éric Bodeau, respectivement premier et cinquième vice-présidents, ainsi que de l'élection d'un quinzième vice-président, puis le 11 mai 2021,. Depuis, la liste des vice-présidents et délégués est la suivante :
|     | Attributions                                                                   | Identité           | Qualité                             |
| --- | ------------------------------------------------------------------------------ | ------------------ | ----------------------------------- |
| 1er | Finances                                                                       | Éric Bodeau        | Maire de Saint-Sulpice-le-Guérétois |
| 2e  | Développement économique et aménagement des zones d'activités                  | François Barnaud   | Maire de Saint-Fiel                 |
| 3e  | Transition énergétique, développement durable et Agenda 21                     | Pierre Auger       | 2e adjoint au maire de Sainte-Feyre |
| 4e  | Pôles de santé, action sociale et insertion locale par l’économie              | Annie Zapata       | Maire de La Saunière                |
| 5e  | Transports et mobilités                                                        | Patrick Rougeot    | Maire de Saint-Léger-le-Guérétois   |
| 6e  | Accueil de la petite enfance                                                   | Armelle Martin     | 2e adjointe au maire de Saint-Vaury |
| 7e  | Eau, assainissement individuel et collectif, eaux pluviales urbaines et GEMAPI | Jacques Velghe     | Maire de Saint-Christophe           |
| 8e  | Urbanisme, PLUi et accessibilité                                               | Jean-Luc Martial   | 4e adjoint au maire de Sainte-Feyre |
| 9e  | Développement touristique et sports nature                                     | Jean-Luc Barbaire  | 1er adjoint au maire de Saint-Vaury |
| 10e | Ressources humaines                                                            | Alex Aucouturier   | Maire de Saint-Yrieix-les-Bois      |
| 11e | Habitat et programmation du logement social                                    | Alain Clédière     | Maire de Saint-Laurent              |
| 12e | Développement collaboratif                                                     | Philippe Ponsard   | Maire de Savennes                   |
| 13e | Lecture publique                                                               | Jean-Paul Brignoli | Maire de Peyrabout                  |
|     | Délégué chargé du Parc Animalier des Monts de Guéret                           | Bernard Lefèvre    | Maire de La Brionne                 |
|     | Délégué chargé de la communication                                             | Thierry Dubosclard | Maire de La Chapelle-Taillefert     |
|     | Délégué chargé des transports urbains                                          | François Vallès    | Conseiller municipal de Guéret      |

Ensemble, ils forment le bureau communautaire.

### Liste des présidents
| Période                    | Période                       | Identité        | Étiquette   | Qualité |
| -------------------------- | ----------------------------- | --------------- | ----------- | --- |
| District                   |                               |                 |             | |
| décembre 1992              | décembre 1999                 | André Lejeune   | PS          | Maire puis conseiller municipal de Guéret Sénateur de la Creuse (1980-1981) Ancien député de la Creuse (1981-1993)                      |
| Communauté de communes     |                               |                 |             | |
| décembre 1999              | septembre 2009                | André Lejeune   | PS          | Conseiller municipal de Guéret Sénateur de la Creuse (1980-1981 et 1998-2009) Ancien député de la Creuse (1981-1993) Décédé en fonction |
| octobre 2009               | décembre 2012                 | Michel Vergnier | PS          | Maire de Guéret (1998-2020) Député de la Creuse (1997-2017)                                                                             |
| Communauté d'agglomération |                               |                 |             | |
| janvier 2013               | avril 2014                    | Michel Vergnier | PS          | Maire de Guéret (1998-2020) Député de la Creuse (1997-2017)                                                                             |
| avril 2014                 | En cours (au 10 juillet 2020) | Éric Correia    | PS puis PRG | Conseiller municipal de Guéret (depuis 2014)                                                                                            |

### Régime fiscal et budget
Le régime fiscal de la communauté d'agglomération est la fiscalité professionnelle unique (FPU).